# Hymne Chérifien
O Hymne Chérifien é o hino nacional marroquino. Com melodia de Léo Morgan, o hino é adotado desde que o país conseguiu sua independência, em 1956. Um chérif ou sharîf (šarīf شريف pl. šurafā' شرفاء, ou ašrāf أشراف, nobre; respeitável; descendente do profeta Maomé) é um descendente do profeta Maomé por um dos seus netos, al-Hassan ben Ali et al-Husayn ben Ali.

## Letra em árabe
منبت الأحرار 

مشرق الأنوار 

منتدى السؤدد وحماه

دمت منتداه
وحماه

عشت <في الأوطان 

للعلى عنوان 

ملء كل جنان 

ذكرى كل لسان 

بالروح 

بالجسد 

هب فتاك
لبي نداك

في فمي وفي دمي
هواك ثار نور ونار 

اخوتي هيا
للعلى سعيا 

نشهد الدنيا 

أنا هنا نحيا 

بشعار 

الله 

الوطن الملك

## Transliteração do árabe
Manbit al-ahrar masriq al-anwar
Muntada s-su'dudi wa-hima-h
Dumta muntada-h
Wa-hima-h
'Ishta fi l-autan lil'ula 'unwan
Mil'a kulli janan dikra kulli lisan
Bir-ruhi bil-jasadi
Habba fatak
Labba nidak
Fi fami wa-fi dami
Hawak tal nur wa-nar
Ihwati hayya lil-ula sa'ya
Nushidu d-dunya inna huna nahya
Bi-shi'ar
Allah al-watan al-malik

## Tradução em português
Pátria de homens livres,

Fonte de luzes.

Terra de soberania e paz,

Paz e soberania,

Estejam sempre unidas!

Tens vivido entre as nações

Com um título sublime,

Enchendo a cada coração,

Cantado por todas as línguas.

Erguem-se os teus campeões,

E respondem à tua chamada.

Por tua alma e teu corpo,

A vitória têm alcançado.

Em minha boca e meu sangue,

Tuas brisas têm agitado

A luz e o fogo.

Levantem, meus irmãos!

Subamos aos altos cumes;

Proclamemos ao Mundo

Que estamos prontos, aqui.

Saudemos com nosso Lema:

Alá, a Pátria e o Rei.